# Національний музей Таджикистану
Національний музей Таджикистану (тадж. Осорхонаи миллии Тоҷикистон) — національний музей у столиці Таджикистану місті Душанбе, головне зібрання пам'яток матеріальної та духовної культури країни; значний культурний осередок. До 2011 року музей носив ім'я Бехзада Кемаледдіна, знаменитого перського художника мініатюриста, який працював при дворах Хусейна Байкара та Ісмаїла I. З березня 2013 року після переїзду до нової будівлі носить назву — Національний музей Таджикистану.

## Опис
Національний музей Таджикистану до березня 2013 року містився в триповерховій будівлі, зведеній за СРСР, в орієнтальному стилі, за адресою: вул. Айні, буд. 31, м. Душанбе—734025.
Музейний заклад відкритий для відвідування від 10:00 до 17:00 години, по неділях — від 11:00 до 16:00 (вихідний день: понеділок).
Директор музею — Абдувалі Шарипов, завідувачка міжнародного відділу — Мавлюда Абдухадурова.
Експонати в музеї атрибутовані таджицькою та російською мовами.

## З історії музею
Музей був заснований на підставі указу ВЦИК у 1934 році на базі Виставки досягнень народного господарства, що відбувалась у Душанбе. На той час у музеї нараховувалось лише 530 експонатів.
Витвори мистецтва — живопису, скульптура надходили до закладу з низки центральних історичних та художніх музеїв Російської Федерації.
Музей, заснований як перший державний музейний заклад молодої радянської Таджицької республіки був названий іменем Камоліддіна Бехзода, знаного майстра мініатюри XV-XVI століть.
У 1960-і роки музейні експозиції були розгорнуті в колишній будівлі технікуму, розташованій у само́му центрі Душанбе. У цьому 2-поверховому будинку музей працює вже понад 40 років.
Від часу свого заснування музей міститься у підпорядкуванні Міністерства культури Таджикистану, а від 1999 року за рішенням Уряду Республіки Таджикистан отримав національний статус.

## Фонди, експозиція та діяльність
Національний музей Таджикистану має найбільше комплексне музейне зібрання в країні, що нараховує понад 50 000 експонатів з історії, культури та природи Таджикистану. Наукові відділи музею:
- відділ природи;
- відділ археології, давньої та середньовічної історії;
- відділ етнографії;
- відділ нової і новітньої історії;
- відділ образотворчого мистецтва.

Музейна колекція включає твори живопису, скульптури і графіки, зразки флори, фауни і мінералогічні зібрання, а також пам'ятки археології, етнографії, писемності, нумізматичні колекції, фрагменти видатних архітектурних споруд.
Серед шедеврів музейного зібрання — вироби традиційного декоративно-ужиткового мистецтва таджиків XIX-XX століть, унікальні археологічні пам'ятки доби неоліту, бронзи і аж до Середньовіччя.
Особиву цінність являє нумізматична колекція музею, яка складається з доісламських (греко-бактрійських, кушанських, сасанідських, бухархудатських) монет і монет ісламського періоду (арабських, саманідських, караханідських, сельджуцьких, хорезмських, тимуридських і мангитських).
Багатою є колекція епіграфічних пам'яток музею, в якій перебувають взірці грецьких, пехлевійських, согдійських і арабських надписів. Хронологічно колекція музею охоплює період від III тисячоліття до н. е. і до сьогодення (початку XXI століття).
Серед археологічних колекцій особливий інтерес представляє теракотова скульптура Согду (середина I тисячоліття до н. е.).
Цікавим є зібрання предметів матеріальної культури із согдійського замку на горі Муг (VIII століття н. е.) у верхів'ї Зеравшану — ці артефакти були виявлені експедицією професора Фреймана у 1933 році.
Унікальною пам'яткою культури таджиків є різьблений дерев'яний Іскадаринський Мехраб (XI—XII ст.ст.) — міхраб, знайдений професором М. С. Андреєвим у ході експедиції в поселенні Іскадар Самаркандської області в 1925 році, зроблений цілком з деревини без застосування клею чи гвіздків і складається з понад 300 деталей, має у своєму оздобленні понад 100 видів орнаментів.
Постійні та тимчасові експозиції музею функціонують на всіх трьох поверхах будівлі:
- на першому поверсі — працює постійна виставка, що розповідає про природне розміїття Таджикистану. Тут містяться численні чучела тварин і птахів, що характерні для фауни країни, в тому числі й рідкісні, також представлені препарати іхтіологічного зібрання та колекції плазунів. Великий розділ експозиції відведено мінералам і флорі країни — ця виставка, крім іншого, висвітлює екологічну ситуацію в Таджикистані, розповідає про існуючі природоохоронні зони та заповідники. На першому поверсі також розташовані зали для тимчасових виставок, які приймає і організує музей.
- на другому поверсі — розмістились зали з археологічними та етнографічними колекціями, що розкривають багатовікову історію Таджикистану. Відділ декоративно-ужиткового мистецтва репрезентує глиняня іграшки та ножі тонкої роботи з Істаравшану, дерев'яні орнаментовані блюда з Канібадаму, яскраво розшиті й гаптовані покривала та шати танцівниць з Кулябу, різнокольорові шерстяні шкарпетки горян-памірців, національні музичні інструменти, жіночі прикраси, побутові предмети й знаряддя праці, деталі обстанвои традиційного житла таджиків. Також на другому поверсі — постійна експозиція із зібрання музею з живопису, графіки та скульптури, що має в своїй колекції твори західноєвропейських, російських і національних митців.
- на третьому поверсі — експозиція, присвячена історії Таджикистану в XIX—XX століттях і діяльності Президента Республіки Емомалі Рахмона. Її розділи надають можливість ознайомитися з матеріалами про встановлення радянської влади і громадянської війни початку XX століття в Таджикистані, відображають внесок народів республіки у перемогу СРСР у Другій світовій війні, розповідають про економічний і культурний розвиток країни у 2-й половині XX століття, а також про проголошення незалежності і розвиток сучасної таджицької державності.

Національний музей Таджикистану регулярно організує виставки творів живопису з власних фондів, приймає зарубіжні фотовиставки, а також бере участь у різноманітних тимчасових виставках у Таджикистані. У музеї проводяться оглядові екскурсії та лекції для школярів і студентів, проходять курси підвищення кваліфикації для співробітників музеїв Таджикистану.
Музей розвиває проекти з реставрування, зберігання і документування колекцій із різними міжнародними організаціями та фондами, такими як Інститут «Відкрите суспільство», ЮНЕСКО, «Реставратори без кордонів».

## Виноски
1. ↑  Національний музей Республіки Таджикистан імені К. Бехзода на www.elint.kunstkamera.ru («Музеї Таджикистану») (електронний каталог музеїв Таджикистану-спільний проект, розроблений ЮНЕСКО, Музеєм антрополігії та етнографії-Кунсткамера РАН за підтримки Міністерства культури Республіки Таджикистан і Bactria Cultural Center-ACTED) (рос.)